# Crnogorska republička liga
La Crnogorska republička fudbalska liga (in cirillico: Црногорска републичка фудбалска лига, lega calcistica repubblicana montenegrina) è stata una competizione per squadre di calcio della Repubblica Socialista di Montenegro, ed era una delle 8 leghe repubblicane che costituivano la terza divisione del campionato jugoslavo.
La vincitrice della Crnogorska republička liga veniva promossa in seconda divisione, la 2. Savezna liga, mentre le ultime classificate retrocedevano nella Zonska liga (quarta divisione), che in Montenegro era costituita da 3 gironi: Centro (Srednja regija), Sud (Južna regija) e Nord (Sjeverna regija).
Con la costituzione della 3. Savezna liga a livello inter-repubblicano nel 1988, vi è stata la soppressione di alcune Republičke lige, ma quella montenegrina è rimasta, pur scalando al quarto livello del campionato jugoslavo.
La Crnogorska republička liga è sopravvissuta anche alla dissoluzione della Jugoslavia nel 1992, infatti la Repubblica Socialista di Montenegro, rimanendo unita alla Serbia, diviene Repubblica di Montenegro, ed il torneo ritorna ad essere la terza divisione.
Nel 2006, con la scissione della Unione di Serbia e Montenegro, anche la Crnogorska republička liga cessa di esistere, venendo sostituita dalla Druga crnogorska liga, seconda divisione del campionato montenegrino di calcio.

## Coppa
Durante l'esistenza della RSF Jugoslavia e della Unione SCG le squadre del Montenegro disputavano una propria coppa, la Republički kup Crne Gore, che fungeva anche da qualificazione per la Kup Maršala Tita prima e Kup Srbije i Crne Gore poi (vi accedevano le due finaliste).
Dal 1947 al 1992 vi prendevano parte 32 compagini, dal 1993 al 2006 solo 16. Erano escluse le squadre che militavano nella Prva liga (la massima divisione); erano ammesse quelle che militavano in Druga liga (la seconda divisione), quelle della lega repubblicana (terza divisione) e le finaliste delle 3 coppe regionali (quarta divisione).
Dopo l'indipendenza del Montenegro (2006), la Republički kup Crne Gore è stata soppressa ed è stata istituita la Crnogorski fudbalski kup.

## Livello
La Crnogorska republička liga è stata, per la maggior parte della sua esistenza, al terzo livello della piramide calcistica jugoslava. Queste sono le eccezioni:
- Nel 1946 è stata al primo livello poiché fungeva da torneo di qualificazione per la Prva Liga 1946-1947.
- Nel 1946–47, 1952 e 1953 è stata al secondo livello poiché la 2. Savezna liga era organizzata su livello repubblicano.
- Nel 1950 era al quarto livello, poiché la federazione calcistica della Jugoslavia aveva creato, in via sperimentale per una stagione, la 3. Savezna liga.
- Dal 1988 al 1992 è stata al quarto livello poiché la federazione aveva ricreato la terza divisione su base inter-repubblicana.
- Nel 1996–97 e 1997–98 è stata al quarto livello poiché la federazione aveva diviso la Prva liga SR Jugoslavije in Prva liga "A" e Prva liga "B".

## Albo d'oro
| Stagione | Vincitore              | Coppa                  | Squadre montenegrine nei campionati federali: (I) 1. liga – (II) 2. liga – (III) 3. liga                                   |
| -------- | ---------------------- | ---------------------- | --- |
| 1946     | Budućnost              | N.D.                   | — |
| 1946–47  | Sutjeska               | N.D.                   | Budućnost (I) |
| 1947–48  | Bokelj                 | Rudar Pljevlja         | Budućnost (II) |
| 1948–49  | Sutjeska               | Bokelj                 | Budućnost (I) |
| 1949     | N.D.                   | Budućnost              | N.D. |
| 1950     | Bokelj                 | Lovćen                 | Budućnost (I), Sutjeska (III)                                                                                              |
| 1951     | Berane                 | Lovćen                 | Budućnost, Bokelj (II) |
| 1952     | Budućnost              | Lovćen                 | — |
| 1953     | Budućnost              | Sutjeska               | — |
| 1953–54  | Bokelj                 | Lovćen                 | Budućnost, Lovćen (II) |
| 1954–55  | Sutjeska               | Budućnost              | Budućnost, Lovćen, Bokelj (II)                                                                                             |
| 1955–56  | Bokelj                 | Budućnost              | Budućnost (I), Sutjeska, Lovćen, Arsenal, Radnički N, OFK Titograd, Radnički I, Jedinstvo BP, Jedinstvo HN (II)            |
| 1956–57  | Bokelj                 | Budućnost              | Budućnost (I), Sutjeska, Lovćen, Arsenal, OFK Titograd, Iskra, Jedinstvo BP, Jedinstvo HN (II)                             |
| 1957–58  | Rudar Pljevlja         | Sutjeska               | Budućnost (I), Sutjeska, Lovćen, Arsenal, OFK Titograd, Bokelj, Jedinstvo BP and Jedinstvo HN (II)                         |
| 1958–59  | OFK Titograd           | Sutjeska               | Budućnost (I), Sutjeska, Lovćen (II)                                                                                       |
| 1959–60  | Lovćen                 | N.D.                   | Budućnost (I), Sutjeska (II)                                                                                               |
| 1960–61  | OFK Titograd           | Čelik Nikšić           | Budućnost, Sutjeska (II)                                                                                                   |
| 1961–62  | OFK Titograd           | Jedinstvo Bijelo Polje | Budućnost, Sutjeska (II)                                                                                                   |
| 1962–63  | Lovćen                 | Sutjeska               | Budućnost (I), Sutjeska (II)                                                                                               |
| 1963–64  | OFK Titograd           | Sutjeska               | Budućnost, Sutjeska (II)                                                                                                   |
| 1964–65  | Lovćen                 | Sutjeska               | Sutjeska (I), Budućnost (II)                                                                                               |
| 1965–66  | Rudar Pljevlja         | OFK Titograd           | Budućnost, Sutjeska, Lovćen (II)                                                                                           |
| 1966–67  | OFK Titograd           | Budućnost              | Sutjeska (I), Budućnost, Lovćen (II)                                                                                       |
| 1967–68  | OFK Titograd           | Budućnost              | Budućnost, Sutjeska, Lovćen (II)                                                                                           |
| 1968–69  | Zabjelo                | Sutjeska               | Budućnost, Sutjeska, Lovćen, OFK Titograd, Čelik, Jedinstvo BP (II)                                                        |
| 1969–70  | Iskra Danilovgrad      | Lovćen                 | Budućnost, Sutjeska, Lovćen, OFK Titograd, Zabjelo, Jedinstvo BP (II)                                                      |
| 1970–71  | Bokelj                 | Sutjeska               | Budućnost, Sutjeska, Lovćen, OFK Titograd, Iskra (II)                                                                      |
| 1971–72  | Jedinstvo Bijelo Polje | N.D.                   | Sutjeska (I), Budućnost, Lovćen, OFK Titograd, Bokelj, Iskra (II)                                                          |
| 1972–73  | Iskra Danilovgrad      | Lovćen                 | Sutjeska (I), Budućnost, Lovćen, OFK Titograd, Bokelj, Rudar, Jedinstvo BP (II)                                            |
| 1973–74  | Lovćen                 | Bokelj                 | Budućnost, Sutjeska, OFK Titograd, Bokelj (II)                                                                             |
| 1974–75  | OFK Titograd           | Lovćen                 | Budućnost, Sutjeska, Lovćen, Bokelj (II)                                                                                   |
| 1975–76  | Jedinstvo Bijelo Polje | OFK Titograd           | Budućnost (I), Sutjeska, Lovćen, OFK Titograd (II)                                                                         |
| 1976–77  | Sutjeska               | Sutjeska               | Budućnost (I), Lovćen, Jedinstvo BP (II)                                                                                   |
| 1977–78  | Jedinstvo Bijelo Polje | Sutjeska               | Budućnost (I), Lovćen, Sutjeska (II)                                                                                       |
| 1978–79  | OFK Titograd           | Sutjeska               | Budućnost (I), Sutjeska, Jedinstvo BP (II)                                                                                 |
| 1979–80  | Lovćen                 | Sutjeska               | Budućnost (I), Sutjeska, OFK Titograd (II)                                                                                 |
| 1980–81  | Mogren                 | Mogren                 | Budućnost (I), Sutjeska, OFK Titograd, Lovćen (II)                                                                         |
| 1981–82  | Lovćen                 | Jedinstvo Bijelo Polje | Budućnost (I), Sutjeska, OFK Titograd, Mogren (II)                                                                         |
| 1982–83  | Berane                 | OFK Titograd           | Budućnost (I), Sutjeska, OFK Titograd, Lovćen (II)                                                                         |
| 1983–84  | OFK Titograd           | Berane                 | Budućnost (I), Sutjeska, Berane (II)                                                                                       |
| 1984–85  | Lovćen                 | Lovćen                 | Budućnost, Sutjeska (I), Berane, OFK Titograd (II)                                                                         |
| 1985–86] | Bokelj                 | Tekstilac Bijelo Polje | Budućnost, Sutjeska (I), Berane, Lovćen (II)                                                                               |
| 1986–87  | OFK Titograd           | Jedinstvo Bijelo Polje | Budućnost, Sutjeska (I), Berane, Bokelj (II)                                                                               |
| 1987–88  | Bokelj                 | Lovćen                 | Budućnost, Sutjeska (I), Berane, OFK Titograd (II)                                                                         |
| 1988–89  | Mornar                 | N.D.                   | Budućnost (I), Sutjeska (II), Berane, OFK Titograd, Bokelj, Jedinstvo BP, Lovćen, Budva, Igalo (III)                       |
| 1989–90  | Lovćen                 | Sutjeska               | Budućnost (I), Sutjeska (II), Budva, Bokelj, Berane, Jedinstvo BP, OFK Titograd, Mornar (III)                              |
| 1990–91  | OFK Titograd           | Sutjeska               | Budućnost (I), Sutjeska (II), Mornar, Berane, Jedinstvo BP, Bokelj, Lovćen (III)                                           |
| 1991–92  | Kom                    | Kom                    | Budućnost, Sutjeska (I), Jedinstvo BP, Mogren (II), Bokelj, Lovćen, Berane, Mornar, Rudar, OFK Titograd, Ribnica (III)     |
| 1992–93  | Lovćen                 | Jedinstvo Bijelo Polje | Budućnost, Sutjeska, Mogren (I), Jedinstvo BP, Rudar (II)                                                                  |
| 1993–94  | Iskra Danilovgrad      | Iskra Danilovgrad      | Budućnost, Sutjeska, Mogren, Rudar (I), Jedinstvo BP, Lovćen (II)                                                          |
| 1994–95  | Mornar                 | Mornar                 | Budućnost, Sutjeska, Rudar (I), Jedinstvo BP, Mogren, Iskra (II)                                                           |
| 1995–96  | Igalo                  | Kom                    | Budućnost (I), Sutjeska, Rudar, Mogren, Mornar (II)                                                                        |
| 1996–97  | Berane                 | Čelik Nikšić           | Budućnost (I), Sutjeska, Rudar (II), Mogren, Igalo, Čelik, OFK Titograd, Iskra (III)                                       |
| 1997–98  | Zeta                   | OFK Titograd           | Budućnost (I), Sutjeska, Rudar (II), Čelik, OFK Titograd, Mogren, Berane, Ibar (III)                                       |
| 1998–99  | OFK Titograd           | Zeta                   | Budućnost, Mogren (I), Sutjeska, Rudar, Čelik, Berane, Zeta, Lovćen (II)                                                   |
| 1999–00  | Iskra Danilovgrad      | Zeta                   | Budućnost, Sutjeska, Mogren (I), Zeta, Berane, Rudar, Lovćen, Čelik, OFK Titograd, Jedinstvo BP, Grbalj, Bokelj, Ibar (II) |
| 2000–01  | Mornar                 | Rudar Pljevlja         | Budućnost, Sutjeska, Zeta (I), 12 squadre in Druga savezna liga – jug (II)                                                 |
| 2001–02  | Kom                    | Lovćen                 | Sutjeska, Rudar, Zeta (I), 12 squadre in Druga savezna liga – jug (II)                                                     |
| 2002–03  | Grbalj                 | OFK Titograd           | Sutjeska, Rudar, Zeta, Mogren (I), 12 squadre in Druga savezna liga – jug (II)                                             |
| 2003–04  | Dečić                  | Budućnost              | Sutjeska, Kom, Zeta (I), 10 squadre in Druga savezna liga – jug (II)                                                       |
| 2004–05  | Zora                   | Crvena Stijena         | Budućnost, Sutjeska, Zeta (I), 10 squadre in Prva crnogorska liga (II)                                                     |
| 2005–06  | Berane                 | Crvena Stijena         | Budućnost, Zeta, Jedinstvo BP (I), 10 squadre in Prva crnogorska liga (II)                                                 |

## Titoli vinti

### Campionato
Il Budućnost ha vinto tutte le 3 edizioni cui ha partecipato.
| Squadra                | Città        | Vittorie | 2º posto | Anni vittorie                                                          |
| ---------------------- | ------------ | -------- | -------- | ---------------------------------------------------------------------- |
| OFK Titograd           | Podgorica    | 12       | 6        | 1959, 1961, 1962, 1964, 1967, 1968, 1975, 1979, 1984, 1987, 1991, 1999 |
| Lovćen                 | Cettigne     | 9        | 7        | 1960, 1963, 1965, 1974, 1980, 1982, 1985, 1990, 1993                   |
| Bokelj                 | Cattaro      | 8        | 3        | 1948, 1950, 1954, 1956, 1957, 1971, 1986, 1988                         |
| Iskra Danilovgrad      | Danilovgrad  | 4        | 4        | 1970, 1973, 1994, 2000                                                 |
| Sutjeska               | Nikšić       | 4        | 3        | 1947, 1949, 1955, 1977                                                 |
| Berane                 | Berane       | 4        | 0        | 1951, 1983, 1997, 2006                                                 |
| Jedinstvo Bijelo Polje | Bijelo Polje | 3        | 5        | 1972, 1976, 1978                                                       |
| Mornar                 | Antivari     | 3        | 1        | 1989, 1995, 2001                                                       |
| Budućnost              | Podgorica    | 3        | 0        | 1946, 1952, 1953                                                       |
| Rudar Pljevlja         | Pljevlja     | 2        | 5        | 1958, 1966                                                             |
| Kom                    | Podgorica    | 2        | 1        | 1992, 2002                                                             |
| Zeta                   | Golubovci    | 1        | 4        | 1998                                                                   |
| Zora                   | Spuž         | 1        | 2        | 2005                                                                   |
| Igalo                  | Igalo        | 1        | 2        | 1996                                                                   |
| Dečić                  | Tuzi         | 1        | 1        | 2004                                                                   |
| Zabjelo                | Podgorica    | 1        | 1        | 1969                                                                   |
| Mogren                 | Budua        | 1        | 0        | 1981                                                                   |
| Grbalj                 | Radanovići   | 1        | 0        | 2003                                                                   |

### Coppa
| Squadra                | Vittorie | Anni vittorie                                                                      |
| ---------------------- | -------- | ---------------------------------------------------------------------------------- |
| Sutjeska               | 14       | 1953, 1958, 1959, 1963, 1964, 1965, 1969, 1971, 1977, 1978, 1979, 1980, 1990, 1991 |
| Lovćen                 | 10       | 1950, 1951, 1952, 1954, 1970, 1973, 1975, 1985, 1988, 2002                         |
| Budućnost              | 7        | 1949, 1955, 1956, 1957, 1967, 1968, 2004                                           |
| OFK Titograd           | 5        | 1966, 1976, 1983, 1998, 2003                                                       |
| Jedinstvo Bijelo Polje | 4        | 1962, 1982, 1987, 1993                                                             |
| Rudar Pljevlja         | 2        | 1948, 2001                                                                         |
| Bokelj                 | 2        | 1949, 1974                                                                         |
| Čelik Nikšić           | 2        | 1961, 1997                                                                         |
| Kom                    | 2        | 1992, 1996                                                                         |
| Zeta                   | 2        | 1999, 2000                                                                         |
| Crvena Stijena         | 2        | 2005, 2006                                                                         |
| Mogren                 | 1        | 1981                                                                               |
| Berane                 | 1        | 1984                                                                               |
| Tekstilac Bijelo Polje | 1        | 1986                                                                               |
| Iskra Danilovgrad      | 1        | 1994                                                                               |
| Mornar                 | 1        | 1995                                                                               |